# Équipe du Brésil masculine de handball
Cet article traite de l'équipe masculine. Pour l'équipe féminine, voir Équipe du Brésil féminine de handball.
Dernière mise à jour : 2 février 2025.
L'équipe du Brésil masculine de handball représente la Confédération brésilienne de handball lors des compétitions internationales, notamment aux Jeux olympiques et aux championnats du monde.
Elle est actuellement la meilleure équipe américaine en compagnie de l'Argentine.

## Palmarès
Jeux olympiques
- 1936 à 1988 : non qualifié
- 1992 : 12e place
- 1996 : 11e place
- 2000 : non qualifié
- 2004 : 10e place
- 2008 : 11e place
- 2012 : non qualifié
- 2016 : 7e place
- 2020 : 10e place
- 2024 : non qualifié

Championnats du monde
- 1938 et 1954 : non qualifié
- 1958 : 15e place
- 1961 à 1993 : non qualifié
- 1995 : 21-24e place
- 1997 : 24e place
- 1999 : 16e place
- 2001 : 19e place
- 2003 : 22e place
- 2005 : 19e place
- 2007 : 19e place
- 2009 : 21e place
- 2011 : 21e place
- 2013 : 13e place
- 2015 : 16e place
- 2017 : 16e place
- 2019 : 9e place
- 2021 : 18e place
- 2023 : 17e place
- 2025 : 7e place

Championnats panaméricains
- 1979 : 4e place
- 1981 :  Vice-champion
- 1983 : 4e place
- 1985 :  3e place
- 1989 :  Vice-champion
- 1994 :  Vice-champion
- 1996 : 4e place
- 1998 :  3e place
- 2000 :  3e place
- 2002 :  Vice-champion
- 2004 :  Vice-champion
- 2006 :  Champion
- 2008 :  Champion
- 2010 :  Vice-champion
- 2012 :  Vice-champion
- 2014 :  Vice-champion
- 2016 :  Champion
- 2018 :  Vice-champion

Championnats d'Amérique du Sud et centrale
- 2020 :  Vice-champion
- 2022 :  Champion

Jeux panaméricains
- 1987 :  3e place
- 1991 :  Vice-champion
- 1995 :  Vice-champion
- 1999 :  Vice-champion
- 2003 :  Champion
- 2007 :  Champion
- 2011 :  Vice-champion
- 2015 :  Champion
- 2019 :  3e place
- 2023 :  Vice-champion

## Effectif
Les 16 joueurs sélectionnés pour disputer le Mondial 2023 sont :

## Personnalités liées à la sélection

### Sélectionneurs
- ? : avant 2005
- Jordi Ribera : de 2005 à 2008 et de 2012 à 2016
- Javier García Cuesta : de décembre 2008 à 2012
- Washington Nunes : de 2016 à 2019
- Dani Gordo : de janvier à avril 2020
- Marcus Oliveira : depuis 2020

## Confrontation contre la France
| Rencontres | Victoires | Nuls | Défaites | Buts pour | Buts contre | Différence |
| ---------- | --------- | ---- | -------- | --------- | ----------- | ---------- |
| 12         | 12        | 0    | 0        | 389       | 266         | +123       |